# Wilajet taszkencki
Wilajet taszkencki (uzb. Toshkent viloyati / Тошкент вилояти) – jeden z 12 wilajetów Uzbekistanu. Znajduje się we wschodniej części kraju. 
Samo miasto stołeczne Taszkent nie należy do wilajetu, stanowiąc osobną jednostkę równorzędną, otoczoną całkowicie przez terytoriom wilajetu jako enklawa. 